# Рафал Бжозовски
Рафал Бжозовски (пољ. Rafał Brzozowski, Варшава, 8. јуна 1981)  је пољски певач и телевизијски водитељ.

## Биографија
Његова каријера је започела учешћем у првој сезони Гласа Пољске 2011. године.
Брзозовски је покушао да представља Пољску на Песми Евровизије 2017. године, заузевши друго место у националном финалу Krajowe Eliminacje.
Био је један од домаћина Дечје песме Евровизије 2020. године.
Представљао је Пољску на Песми Евровизије 2021. у Ротердаму са песмом „The Ride“, али није успео да се квалификује у финале, завршио је на 14. месту у другом полуфиналу са 35 поена.

## Дискографија

### Студијски албуми
| Година | Назив                                             |
| 2012.  | Tak blisko                                        |
| 2014.  | Mój czas                                          |
| 2014.  | Na święta                                         |
| 2015.  | Borysewicz & Brzozowski                           |
| 2016.  | Moje serce to jest muzyk, czyli polskie standardy |
| ------ | ------------------------------------------------- |